# Alció orellut de les Sangihe
Lalció orellut de les Sangihe (Cittura sanghirensis) és una espècie d'ocell de la família dels alcedínids (Alcedinidae) sovint considerat una subespècie de l'alció orellut de Sulawesi.

## Hàbitat i distribució
Habita zones boscoses de les illes Sangihe.		